# Браунберенс, Фолькмар
Фолькмар Браунберенс (нем. Volkmar Braunbehrens; р. 22 марта 1941, Фрайбург) — немецкий музыковед, известный прежде всего как исследователь жизни и творчества В. А. Моцарта.

## Биография
Фолькмар Браунберенс родился во Фрайбурге, изучал литературоведение, историю искусств и историю музыки в Мюнхене. Защитил диссертацию в Свободном университете в Берлине. Был доцентом в Берлине и Оснабрюке.
В 70-х годах Браунберенс был соиздателем «Берлинских тетрадей, журнала для культуры и политики». С 1981 года живет во Фрайбурге.

## Научная деятельность
Научные исследования Браунберенса посвящены прежде всего временам И. В. Гёте. Как моцартовед он занят в первую очередь очищением  биографии Моцарта от романтических легенд и мифов и восстановлением культурно-исторического контекста его жизни и творчества в венский период.

### Сочинения
- «Национальное образование и национальная литература…» (Nationalbildung und Nationalliteratur: Zur Rezeption der Literatur des 17. Jahrhunderts von Gottsched bis Gervinus, 1974)
- «„Эгмонт“ Гёте: текст, история, интерпретация» (Goethes «Egmont»: Text, Geschichte, Interpretation, 1982).
- «Моцарт в Вене» (Mozart in Wien, 1986)
- «Сальери. Композитор в тени Моцарта? Биография» (Salieri. Ein Musiker im Schatten Mozarts? Eine Biografie, 1989)
- «Mozart: Lebensbilder» (в соавторстве с К.-Х. Юргенсом, 1990)